# سیگنال (فیلم ۲۰۱۴)
سیگنال (انگلیسی: The Signal) فیلمی در ژانر علمی–تخیلی به کارگردانی ویلیام اوبنک است که در سال ۲۰۱۴ منتشر شد.

## خلاصه داستان
سه نفر به نام‌های نیک، نامزدش هیلی و بهترین دوستش جونا عازم سفری در داخل خاک آمریکا می‌شوند تا هیلی را به خانه جدیدش در کالیفرنیا برسانند. در طول اقامت شبانه‌شان در یک مسافرخانه، با «نومَد» یک هکر اسرارآمیز برخورد می‌کنند که آن‌ها را وامی‌دارد تا او را از کاری که می‌خواهد انجام دهد، منصرف کنند. آن‌ها که نمی‌توانند از پس این چالش برآیند، به دنبال او به یک خانه ویرانه مرموز در وسط ناکجاآباد می‌روند و…

## بازیگران
- لارنس فیشبرن
- برنتون توایتز
- لین شی
- اولیویا کوک
- بو نپ
- سارا کلارک